# Greatest Hits (D.J. Jazzy Jeff & The Fresh Prince-album)
A Greatest Hits című album az első gyűjteményes kiadvány az amerikai hip-hop duó D.J. Jazzy Jeff & The Fresh Prince-től. Az albumon megtalálhatóak a duó legnagyobb slágerei, többek között a Girls Ain't Nothing but Trouble, a Parents Just Don't Understand is. Valamint bónuszként korábban nem publikált felvételek a "Lovely Daze" , mely Will Smith szólójaként megjelent Men in Black – Sötét zsaruk című filmzenéje.

## Az album dalai

### International edition
1. "Boom! Shake the Room" (Album Version) - 3:48
2. "Summertime" (Album Version) - 4:31
3. "Men in Black" (Album Version) - 3:45
4. "Girls Ain't Nothing But Trouble" (1988 Extended Remix) - 4:48
5. "Twinkle, Twinkle (I'm Not a Star)" (UK Flavour Radio Edit) - 4:10
6. "The Things That U Do" (Hula Radio Remix) - 4:09
7. "I Think I Can Beat Mike Tyson" (Album Version) - 4:48
8. "Just Cruisin'" (Album Version) - 3:59
9. "Ring My Bell" (Mr. Lee's Radio Mix) - 4:04
10. "I Wanna Rock" (Radio Edit) - 4:18
11. "Parents Just Don't Understand" (Single Edit) - 5:13
12. "I'm Looking for the One (To Be with Me)" (Video Version) - 3:40
13. "A Nightmare on My Street" (Single Version) - 4:53
14. "Can't Wait to Be with You" (Brixton Flavour Radio Mix) - 3:51
15. "Brand New Funk" (Album Version) - 4:04
16. "The Fresh Prince of Bel-Air (Theme) - 2:56

Bonus tracks (korábban nem jelent meg)
17. "Lovely Daze" (Candyhill Mix) - 4:13
18. "Megamix" (Clean Radio Edit) - 3:42

### American edition
1. "Girls Ain't Nothing But Trouble" (1988 Extended Remix) - 4:48
2. "Men In Black" (Album Version) - 3:45
3. "Summertime" (Album Version) - 4:31
4. "Parents Just Don't Understand" (Single Edit) - 5:13
5. "Boom! Shake The Room" (Album Version) - 3:48
6. "Just Cruisin'" (Album Version) - 3:59
7. "Ring My Bell" (Mr. Lee's Radio Mix) - 4:04
8. "Brand New Funk" (Album Version) - 4:04
9. "Lovely Daze" - 4:13
10. "The Fresh Prince Of Bel-Air" (Theme) - 2:56
11. "A Nightmare On My Street" (Single Version) - 4:53
12. "A Touch of Jazz" (Album Version) - 3:17
13. "I Think I Can Beat Mike Tyson" (Album Version) - 4:48
14. "The Magnificent Jazzy Jeff" (Album Version) - 5:22
15. "I'm Looking For The One (To Be With Me)" (Album Version) - 3:40
16. "You Saw My Blinker" (Album Version) - 4:12
17. "Summertime '98" (Soulpower Remix) - 4:31
18. "Megamix" (Clean Radio Edit) - 3:42

## Minősítések
| Ország                   | Minősítés | Eladások |
| ------------------------ | --------- | -------- |
| Egyesült Királyság (BPI) | Ezüst     | 60.000   |